# 李锡铭
李锡铭（1926年2月28日—2008年11月10日），河北束鹿人，中国共产党、中华人民共和国政治人物，原副国级领导人。曾任中国共产党第十三届中央政治局委员、中共北京市委书记、第八届全国人民代表大会常务委员会副委员长。1989年六四天安门事件前夕认定学潮是政治斗争。

## 生平
1926年生於河北，1946年於清华大学学习。1948年3月加入中国共产党。1952年参加工作。1966年文化大革命爆发，受到冲击，1970年4月重新回到北京市石景山发电厂生产组协助工作，后任厂革委会副主任、党委副书记，党委书记、革委会主任，1975年任水利部副部长。1983年任城乡建设环境保护部部长。1984年5月接替段君毅任中共北京市委第一书记，该年8月起北京市委不再设第一书记，李锡铭担任市委书记至1992年12月（其中1984年8月至1987年12月与陈希同共同担任）。1987年11月中共十三届一中全会上，当选为中央政治局委员。1989年六四天安门事件前夕认定学潮是政治斗争。赵紫阳在回忆录《改革历程》中说：“（1989年4月）24日的常委会上把学潮定性为‘有组织、有计划、有预谋的反党反社会主义的政治斗争’，并形成了会议纪要。李鹏、李锡铭、陈希同是始作俑者。”1990年，北京亚运会成功在李锡铭任内举办。1992年卸任北京市委书记。随後，1993年3月在第八届全国人民代表大会第一次会议上，當選為全国人民代表大会常务委员会副委员长。1998年正式退休。
李锡铭是中共第十二届、十三届中央委员，中共第十三届中央政治局委员。
2008年11月10日13時48分在北京逝世，享年82岁，中共官方評價李錫銘为「中国共产党的优秀党员，久经考验的忠诚的共产主义战士，卓越的党的工作领导者」。